# Siphonogorgia harrisoni
Siphonogorgia harrisoni is een zachte koraalsoort uit de familie Nidaliidae. De koraalsoort komt uit het geslacht Siphonogorgia. Siphonogorgia harrisoni werd in 1910 voor het eerst wetenschappelijk beschreven door Thomson & Mackinnon. 